# Грабівниця Старженська
Грабівниця Старженська (пол. Grabownica Starzeńska) — село на Закерзонні (тепер — у гміні Березів Березівського повіту Польщі). Населення — 3213 осіб (2011).

## Історія
Вперше згадується в 1366 р. 13 жовтня 1377 р. село закріпачив Владислав Опольчик. Село знаходиться на заході Надсяння, де внаслідок примусового закриття церков у 1593 р. населення зазнало латинізації та полонізації. 
У XIX ст. назва села отримує додаток Старженська від прізвища власників. Село було одним із центрів повстання 1846 року.
За переписом 1900 року в селі налічувалось 228 будинків і 1316 жителів (1215 римокатоликів, 39 грекокатоликів і 62 юдеї), наявні костел, однокласова початкова школа, акушерка, поштамт.
На 1936 р. рештки українського населення в кількості 12 осіб належали до греко-католицької парафії Ялин Сяніцького деканату Апостольської адміністрації Лемківщини.
У 1975-1998 роках село належало до Кросненського воєводства.

## Демографія
Демографічна структура станом на 31 березня 2011 року:
|          | Загалом | Допрацездатний вік | Працездатний вік | Постпрацездатний вік |
| -------- | ------- | ------------------ | ---------------- | -------------------- |
| Чоловіки | 1554    | 355                | 1049             | 150                  |
| Жінки    | 1659    | 376                | 958              | 325                  |
| Разом    | 3213    | 731                | 2007             | 475                  |

## Пам'ятки
- Палац Старженських і Осташевських.